# Johannes Daniel Falk

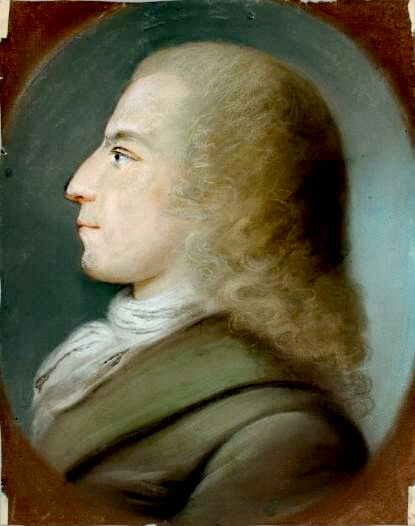
Johann Daniel Falk, Pastell eines unbekannten Künstlers, um 1800, Gleimhaus Halberstadt

Johannes Daniel Falk (* 28. Oktober 1768 in Danzig; † 14. Februar 1826 in Weimar) war ein deutscher evangelischer Schriftsteller sowie Kirchenlieddichter. Er gilt als Begründer der Rettungshausbewegung und Jugendsozialarbeit.

## Stationen seines Lebens

### Danzig
Johannes Falk wurde 1768 als Sohn des Perückenmachers Johannes Falk und dessen Ehefrau Constantia geborene Chaillou in Danzig geboren. Seine Mutter gehörte der Brüdergemeine an. Als er zehn Jahre war, nahm ihn sein Vater von der Schule; fortan arbeitete er in der väterlichen Werkstatt. Ein Lehrer, der die Begabung des Jungen erkannte, gab ihm Privatunterricht. Auf die Fürsprache eines Pfarrers durfte er 1785 als 16-Jähriger schließlich wieder zur Schule gehen, zunächst auf das Sankt-Petri-Gymnasium, ab 1786 auf das Akademische Gymnasium Danzig. Schon dort fiel er durch eine Begabung für Sprachen und bissigen Humor auf, der sich gegen die Auswüchse der Standesgesellschaft richtete.
Durch die in dieser Zeit dominierende rationalistische Theologie sowie sein frommes Elternhaus geprägt, vereinte er zeitlebens eine an der Vernunft ausgerichtete scharfsichtige und intellektuelle Kritik der bestehenden politischen und kirchlichen Verhältnisse mit einem frommen Bewusstsein, das auch zur Kritik der gesellschaftszerstörerischen Auswüchse der Aufklärungsphilosophien fähig war.

### Halle (Saale)
Mit einem Stipendium des Danziger Senates nahm er 1791 ein Studium der Theologie an der Universität Halle auf. Beabsichtigt war seine Rückkehr in die Heimatstadt als Pfarrer. Gefördert von Christoph Martin Wieland weitete er stattdessen sein Interessengebiet auf andere Wissenschaften aus. 1795 begann er seine Tätigkeit als freier Schriftsteller und Journalist, ohne sein Studium abgeschlossen zu haben. 1797 heiratete er Caroline Rosenfeld (* 14. Februar 1780 in Halle; † 21. September 1841 in Weimar), Tochter des Accise-Einnehmers Carl August Rosenfeld (1741‒1795) und seiner Ehefrau Elisabeth geb. Janssen (1749‒1802).

### Weimar

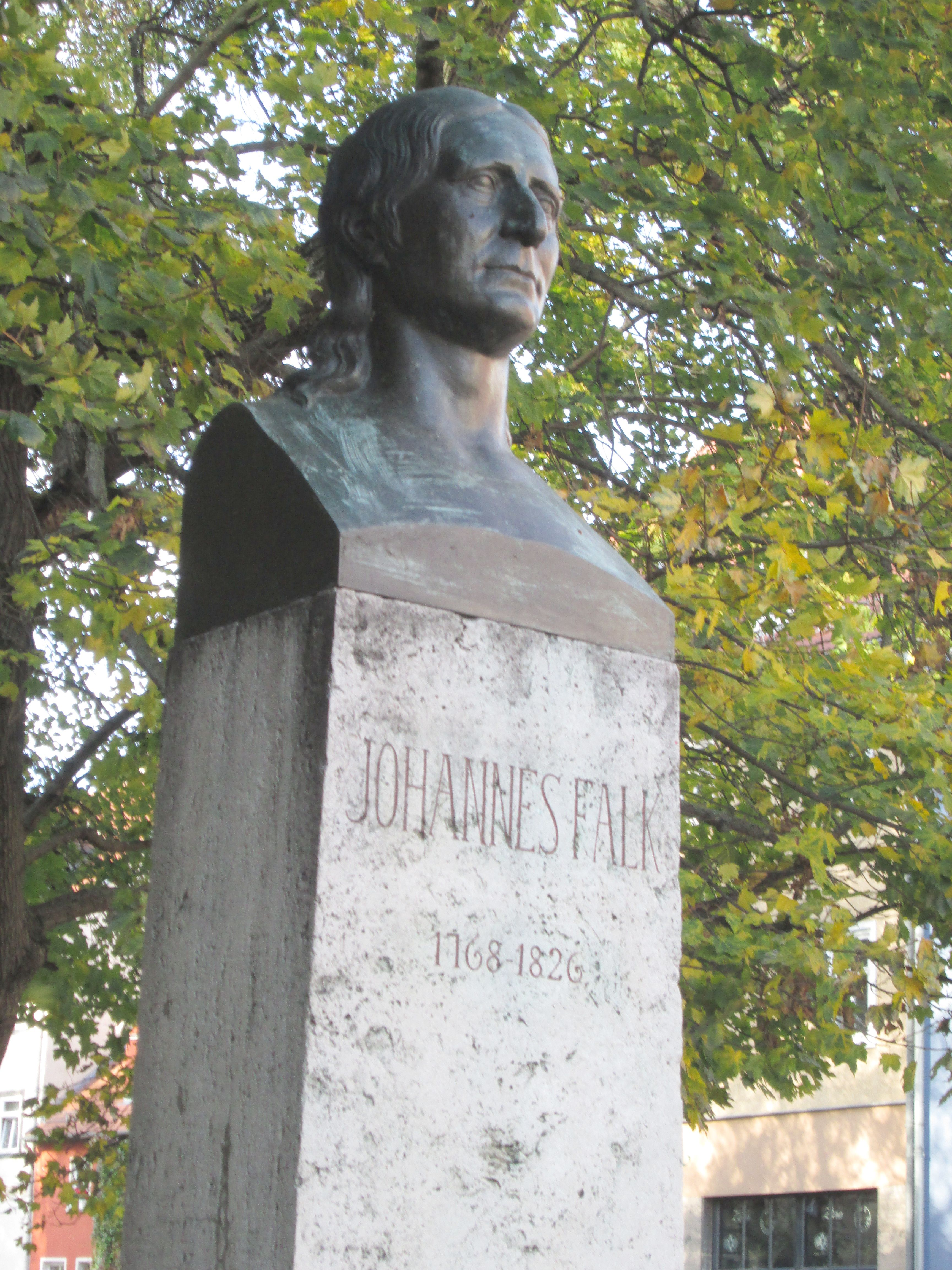
Weimar, Graben/Teichgasse: Denkmal für Johannes Daniel Falk

Nach der Heirat zog Falk 1797 auf Wielands Empfehlung nach Weimar, wo er zeitweise mit Johann Wolfgang von Goethe und Johann Gottfried Herder verkehrte. Seinen Lebensunterhalt bestritt er als Publizist, unter anderem durch die Herausgabe des Taschenbuch für Freunde des Scherzes und der Satire (1797–1803). Während der französischen Besatzung Weimars nahm er ab 1806 politische Funktionen wahr, die zur Erleichterung der Besatzung führten. Zum Dank für seinen Einsatz ernannte ihn Herzog Carl August 1807 zum Legationsrat mit festem Jahresgehalt.
Schon in der ersten Hälfte des Jahres 1813 beabsichtigte Falk mit Bürgern Weimars die Gründung der Gesellschaft der Freunde in der Not, um in bürgerschaftlichem und christlichem Geist die Not zu lindern. Dazu wurde er auch durch das Erlebnis des Todes von vier seiner Kinder an Typhus und seiner eigenen schweren Erkrankung bestärkt. Als im Umfeld der Völkerschlacht bei Leipzig auch Weimar von Kämpfen betroffen wurde und besonders aufgrund der anschließend erkennbar werdenden sozialen Folgen der napoleonischen Kriege wurde die Gesellschaft zu einem Zentrum sozialer Arbeit. Falk gab seine literarischen Projekte auf und setzte sich praktisch und publizistisch für die Integration der durch die Kriege heimatlos gewordenen Waisenkinder ein. Zunächst nahm er über 30 Kinder in seiner eigenen Wohnung auf, die die Familie Falk nur mit Mühe ernähren konnte. In seiner Wohnung richtete er dazu eine Schule für diese Kinder ein, sowie eine Sonntagsschule, eine Art Berufsschule für Lehrlinge, und eine Nähschule für Mädchen. Die Familie erlitt erneute Verluste: Im März 1819 starb der Erstgeborene Eduard und im Mai 1821 die besonders geliebte Angelika. Im selben Jahr musste die Familie für die wachsende Zahl betreuter Kinder eine neue Unterkunft finden; Falk erwarb den verfallenen Lutherhof und richtete dort ein Rettungshaus ein, das zum Vorbild für das Rauhe Haus in Hamburg wurde.
Am 8. Februar 1824 erhielt Falk das Bürgerrecht in Weimar. Im selben Jahr schloss er das Manuskript zu Goethe aus näherm persönlichen Umgange dargestellt ab, das nach Falks Wunsch erst nach Goethes Tod 1832 veröffentlicht wurde. Er starb 1826 an einer Blutvergiftung; seine Frau überlebte ihn um 15 Jahre. Sie führte das Erziehungswerk zusammen mit Georg Renner, einem ehemaligen Zögling, fort, bis es 1829 als „Falksches Institut“ in staatlichen Besitz überging und 1830 in ein neues Gebäude umzog. 1837 starb nach jahrelangem Leiden auch das jüngste Kind der Familie; von den zehn Kindern der Ehe überlebten nur drei die Mutter: Rosalie Falk (* 5. Oktober 1803 in Weimar; † 1. Juli 1879 in Bad Berka), Edmund (1815‒1844) und Gabriele (1817‒1904). Rosalie half jahrelang in der Familie; zum hundertsten Geburtstag ihres Vaters brachte sie ihre Biographie über ihn heraus.

## Bedeutung
Sein Wirken hatte eigenes Gepräge, das später bei Johann Hinrich Wichern zum Programm der Inneren Mission ausgebaut wurde. Neben die Befriedigung elementarer Bedürfnisse stellte er die berufliche Ausbildung der Jugendlichen in den Mittelpunkt um ihnen so ein selbständiges Leben zu ermöglichen. Seine gewaltfreie Pädagogik unterschied sich stark von dem zeitgenössischen Umgang mit (Waisen-)Kindern. Seinem Vorbild folgten zahlreiche Pädagogen, so gründete Karl Reinthaler (1794–1863) 1820 in Erfurt das Martinsstift, 1822 die Deutsche Christentumsgesellschaft in Basel die Kinderrettungsanstalt auf Schloss Beuggen und Wichern 1833 das Rauhe Haus in Hamburg. Dazu kam auch eine religiöse Unterweisung, die in ihrer Form Falk die Charakterisierung als Pietist eintrug. Vielfältige fromme Publikationen, die er in diesen Jahren veröffentlichte, weisen ihn als solchen aus. In seinem schriftlichen Nachlass, der nicht zur unmittelbaren Publikation bestimmt war, finden sich allerdings auch erhebliche zeitkritische Äußerungen.

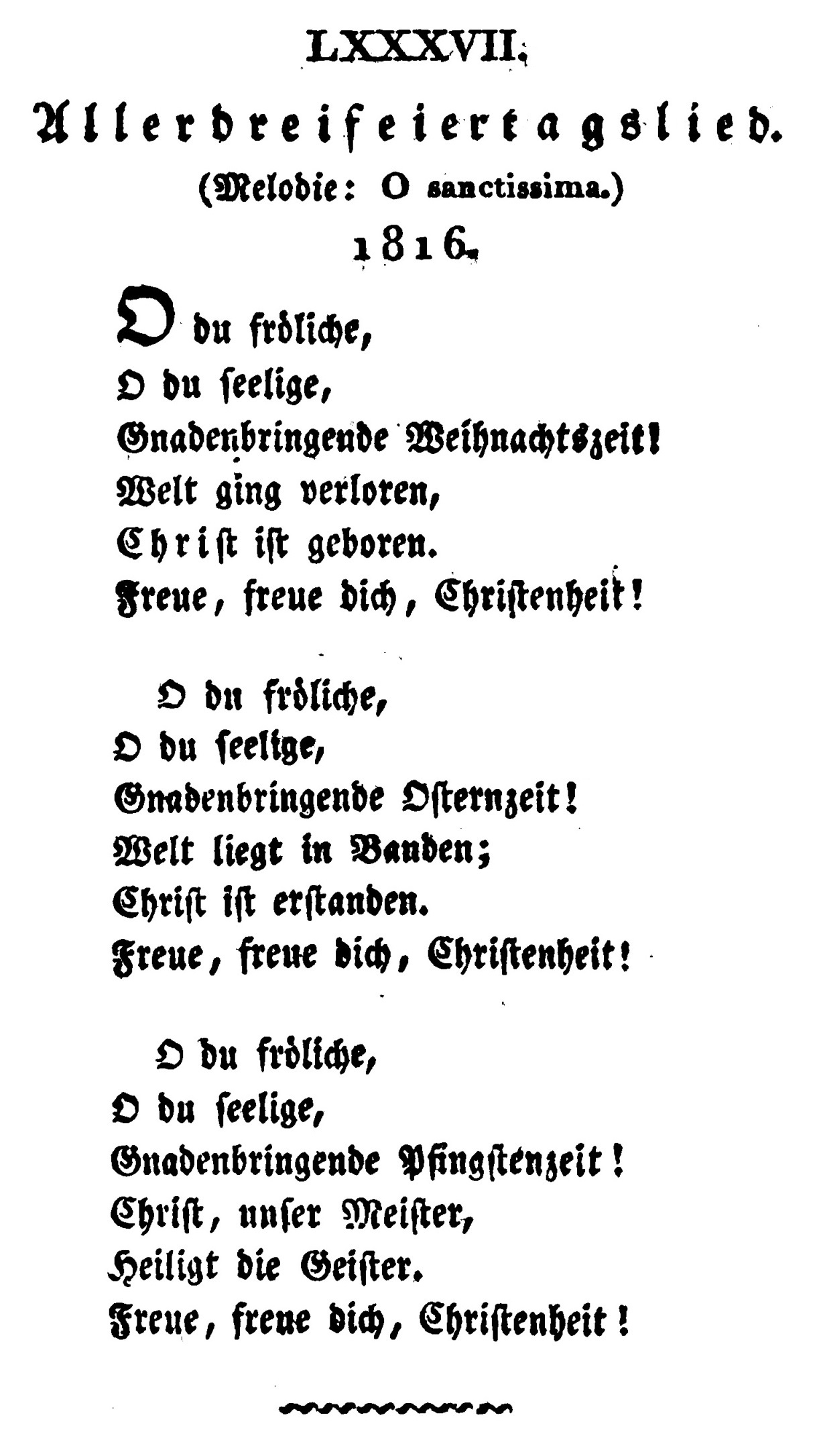
Allerdreifeiertagslied

## O du fröhliche
1816 dichtete er für die Waisenkinder das Allerdreifeiertagslied, in dem die drei Hauptfeste des Kirchenjahres Weihnachten, Ostern und Pfingsten besungen werden. Jede Strophe beginnt mit den Worten „O du fröhliche“ und schließt daran die Benennung der Festzeit („Weihnachtszeit, Osterzeit, Pfingstenzeit“) sowie zwei Zeilen zum Festinhalt an.
Das Lied erschien zuerst im Bericht der Gesellschaft der Freunde in der Noth 1817.
Heute ist O du fröhliche in der Bearbeitung von Heinrich Holzschuher 1826 eines der meistgesungenen Weihnachtslieder. Aber nur langsam setzte es sich im 19. Jahrhundert als solches durch. Theodor Körners Schlachtenlied Hör uns, Allmächtiger. Hör uns, Allgütiger (1813) – nach derselben Melodie – klang noch lange mit.

## Grabinschrift

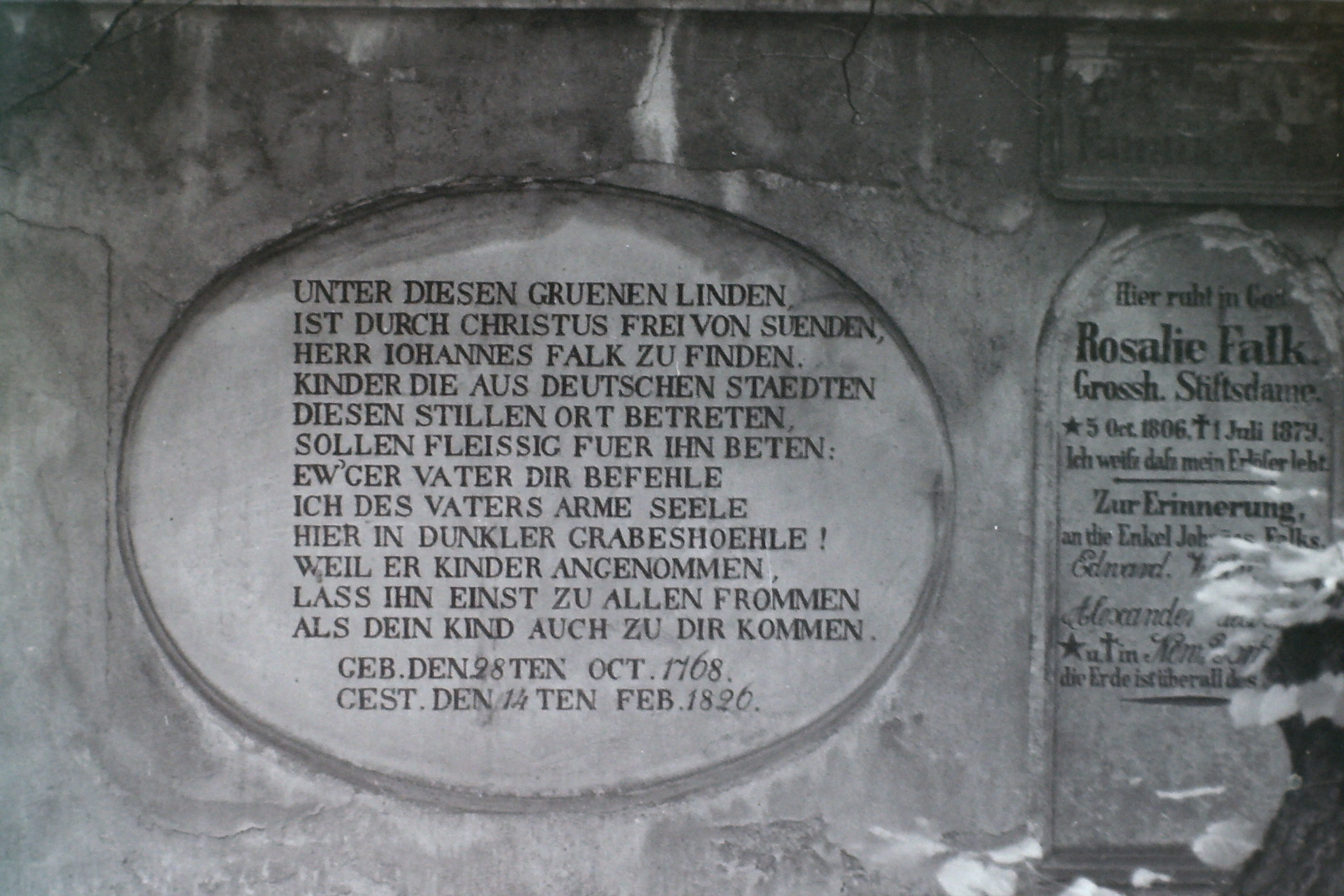
Grabplatte

Die Grabinschrift auf dem Weimarer Jacobsfriedhof lautet, leicht abweichend von Falks letztwilliger Verfügung am Tag vor seinem Tod:
„Unter diesen gruenen Linden / ist durch Christus frei von Suenden / Herr Johannes Falk zu finden. // Kinder, die aus deutschen Staedten / diesen stillen Ort betreten, / sollen fleissig für ihn beten: // Ewger Vater, dir befehle / ich des Vaters arme Seele / hier in dunkler Grabeshoehle! // Weil er Kinder angenommen, / lass ihn einst zu allen Frommen / als dein Kind auch zu dir kommen.“

## Würdigung
Zahlreiche Sozialeinrichtungen tragen den Namen von Johannes Falk – unter anderem:
- Johannes-Falk-Museum in Weimar[19]
- Johannes-Falk-Haus in Eisenach
- Johannes-Falk-Haus in Heidelberg
- Johannes-Falk-Haus in Hiddenhausen
- Johannes-Falk-Haus in Stuttgart
- Johannes-Daniel-Falk-Schule in Warburg
- Johannes-Daniel-Falk-Schulen in Espelkamp
- Staatliche Grundschule „Johannes Falk“ in Weimar
- Diakonisches Bildungsinstitut Johannes Falk gem. GmbH Eisenach
- Johannes-Falk-Denkmal in Weimar

Ebenso tragen einige Straßen seinen Namen – unter anderem:
- Falkstraße, in Weimar
- Johannes-Falk-Straßen in Eisenach und in Marl

Die Evangelische Kirche in Deutschland erinnert mit einem Gedenktag im Evangelischen Namenkalender am 14. Februar an Johannes Daniel Falk.
1988 wurde in Weimar ein Verein gegründet, der sich Falks Schaffen widmet.
2003 wurde der Asteroid (48480) Falk nach ihm benannt.

## Werke (Auswahl)
- Taschenbuch für Freunde des Scherzes und der Satire. Hrsg. von J. D. Falk. (Jahrgänge 1797 bis 1803). Digitalisate.
- Gesellschaft der Freunde in der Noth. [Berichte] 1816 bis 1827. Digitalisate.
- Aufruf, zunächst an die Landstände des Großherzogthums Weimar und sodann an das ganze deutsche Volk und dessen Fürsten, über eine der schauderhaftesten Lücken unserer Gesetzgebungen, die durch die traurige Verwechselung von Volkserziehung mit Volksunterricht entstanden ist. Hrsg. von Johannes Falk. Leipzig 1818. Digitalisat.
- Johannes Falkʼs auserlesene Werke. (Alt und neu.) In drey Theilen. [Hrsg. Adolf Wagner.] Erster Theil oder Liebesbüchlein. Zweiter Theil, oder Osterbüchlein. Dritter Theil oder Narrenbüchlein. Leipzig 1819.
- Das Vater unser, in Begleitung von Evangelien und uralten christlichen Chorälen, wie solches in der Weimarischen Sonntagsschule mit den Kindern gesungen, durchgesprochen und gelebt wird. Im Anhange eine kurze Geschichte der Anstalt der Freunde in der Noth zu Weimar. Hrsg. von Johannes Falk. o. J. [1822.] Digitalisat.
- Der allgemeine christliche Glaube mit Chorälen und Kupfern, wie solcher im Luthershofe zu Weimar mit den Zöglingen der Freunde in der Noth gesungen und volksmäßig durchgesprochen wird. Hrsg. von Johannes Falk. o. J. [1826.] Digitalisat.
- Dr. Martin Luther und die Reformation in Volksliedern von Johannes Falk. [Hrsg. von Karl Reinthaler.] 1830. Digitalisat.
- Goethe aus näherm persönlichen Umgange dargestellt. Ein nachgelassenes Werk von Johannes Falk. Brockhaus, Leipzig 1832. Digitalisat.
  - Neu herausgegeben und mit einer Einführung versehen von Gerhard Heufert. Lumpeter & Lasel, Eutin 2018; ISBN 978-3-946298-14-4.
- Geheimes Tagebuch von Johannes Falk, oder Mein Leben vor Gott. Hrsg. von Siegmar Schultze. Erster Teil 1818‒1820. Halle 1898; Zweiter Teil 1821‒1822. Halle 1900.
- Goethes erste Bekanntschaft mit Schiller. In: Montagsblatt, das Heimatblatt Mitteldeutschlands / Wissenschaftliche Beilage der Magdeburgischen Zeitung. Nummer 3, Magdeburg, 16. Januar 1933, 75. Jahrgang[22]
- Erziehungsschriften, neu hrsg. von Ralf Koerrenz, Alexandra Schotte. Jena 2012, ISBN 978-3-941854-84-0. (Inhaltsverzeichnis)
- Ingrid Dietsch (Hrsg.), Nicole Kabisius (Hrsg.): … drey Tausend und zwey hundertster Schatz meines Herzens. Briefe von Caroline und Johannes Daniel Falk (1796–1826). Wartburg Verlag, Weimar 2018, ISBN 978-3-86160-551-5. (Inhaltsverzeichnis)